# Coppa dei Campioni 1986-1987 (pallamano maschile)
La Coppa dei Campioni 1986-1987 è stata la 27ª edizione del massimo torneo europeo di pallamano riservato alle squadre di club. È stata organizzata dall'International Handball Federation, la federazione internazionale di pallamano. La competizione è iniziata ad ottobre 1986  si è conclusa a maggio 1987.
Il torneo è stato vinto dalla compagine sovietica dello SKA Minsk per la 1ª volta nella sua storia.

## Risultati

### Primo turno
| Squadra 1             | Squadra 2              | Andata                            | Ritorno                      | Totale  |
| --------------------- | ---------------------- | --------------------------------- | ---------------------------- | ------- |
| SKA Minsk             | BK-46 Karis            | Minsk                             | Karis                        | 74 - 58 |
| SKA Minsk             | BK-46 Karis            | 43 - 29                           | 31 - 29                      | 74 - 58 |
| RK Crvena Zvezda      | Philippos Verias       | Belgrado                          |                              | 28 - 18 |
| RK Crvena Zvezda      | Philippos Verias       | 28 - 18                           |                              | 28 - 18 |
| TUSEM Essen           | HB Dudelange           | Essen                             | Dudelange, 28 settembre 1986 | 62 - 29 |
| TUSEM Essen           | HB Dudelange           | 24 - 13                           | 38 - 16                      | 62 - 29 |
| USM Gagny             | HC Initia Hasselt      | Gagny, 27 settembre 1986          |                              | 21 - 13 |
| USM Gagny             | HC Initia Hasselt      | 21 - 13                           |                              | 21 - 13 |
| UHC Stockerau         | HC Dukla Praga         | Stockerau, 27 settembre 1986      | Praga, 4 ottobre 1986        | 44 - 61 |
| UHC Stockerau         | HC Dukla Praga         | 22 - 30                           | 22 - 31                      | 44 - 61 |
| VIF Dimitrov Sofia    | KC Veszprém            | Sofia, 28 settembre 1986          | Veszprém, 4 ottobre 1986     | 34 - 38 |
| VIF Dimitrov Sofia    | KC Veszprém            | 21 - 13                           | 13 - 25                      | 34 - 38 |
| Vlug en Lenig Geleen  | TSV St. Omar San Gallo | Sittard-Geleen, 28 settembre 1986 | San Gallo, 4 ottobre 1986    | 36 - 43 |
| Vlug en Lenig Geleen  | TSV St. Omar San Gallo | 15 - 23                           | 21 - 20                      | 36 - 43 |
| VIF Vestmanna         | Vikingur Reykjavík     | Vestmanna                         | Reykjavík                    | 47 - 50 |
| VIF Vestmanna         | Vikingur Reykjavík     | 25 - 25                           | 22 - 25                      | 47 - 50 |
| Hapoel Rishon Le Zion | Pallamano Trieste      | Rishon LeZion, 28 settembre 1986  |                              | 15 - 28 |
| Hapoel Rishon Le Zion | Pallamano Trieste      | 15 - 28                           |                              | 15 - 28 |

### Ottavi di finale
| Squadra 1          | Squadra 2              | Andata                       | Ritorno                     | Totale  |
| ------------------ | ---------------------- | ---------------------------- | --------------------------- | ------- |
| Redbergslids IK    | SKA Minsk              | Göteborg, 16 novembre 1986   | Minsk, 23 novembre 1986     | 42 - 56 |
| Redbergslids IK    | SKA Minsk              | 21 - 26                      | 21 - 30                     | 42 - 56 |
| Hellerup IF        | RK Crvena Zvezda       | Gentofte, 16 novembre 1986   | Belgrado, 23 novembre 1986  | 49 - 52 |
| Hellerup IF        | RK Crvena Zvezda       | 28 - 24                      | 21 - 28                     | 49 - 52 |
| TUSEM Essen        | USM Gagny              | Essen, 15 novembre 1986      | Gagny, 23 novembre 1986     | 38 - 30 |
| TUSEM Essen        | USM Gagny              | 21 - 12                      | 17 - 18                     | 38 - 30 |
| HC Dukla Praga     | Stavanger IF           | Praga, 15 novembre 1986      | Stavanger, 23 novembre 1986 | 46 - 40 |
| HC Dukla Praga     | Stavanger IF           | 29 - 18                      | 17 - 22                     | 46 - 40 |
| FC Barcellona      | RK Metaloplastika      | Barcellona, 15 novembre 1986 | Šabac, 22 novembre 1986     | 52 - 55 |
| FC Barcellona      | RK Metaloplastika      | 31 - 25                      | 21 - 30                     | 52 - 55 |
| HC Empor Rostock   | KC Veszprém            | Rostock, 16 novembre 1986    | Veszprém, 23 novembre 1986  | 56 - 43 |
| HC Empor Rostock   | KC Veszprém            | 30 - 20                      | 26 - 23                     | 56 - 43 |
| Vikingur Reykjavík | TSV St. Omar San Gallo | Reykjavík, 16 novembre 1986  | San Gallo, 23 novembre 1986 | 41 - 37 |
| Vikingur Reykjavík | TSV St. Omar San Gallo | 22 - 17                      | 19 - 20                     | 41 - 37 |
| Wybrzeze Gdansk    | Pallamano Trieste      | Danzica                      | Trieste                     | n.d.    |
| Wybrzeze Gdansk    | Pallamano Trieste      | n.d.                         | n.d.                        | n.d.    |

### Quarti di finale
| Squadra 1          | Squadra 2         | Andata                    | Ritorno                  | Totale  |
| ------------------ | ----------------- | ------------------------- | ------------------------ | ------- |
| SKA Minsk          | RK Crvena Zvezda  | Minsk                     | Belgrado                 | 65 - 50 |
| SKA Minsk          | RK Crvena Zvezda  | 33 - 19                   | 32 - 31                  | 65 - 50 |
| TUSEM Essen        | HC Dukla Praga    | Essen, 12 gennaio 1987    | Praga, 19 gennaio 1987   | 36 - 35 |
| TUSEM Essen        | HC Dukla Praga    | 19 - 15                   | 17 - 20                  | 36 - 35 |
| HC Empor Rostock   | RK Metaloplastika | Rostock                   | Šabac                    | 44 - 54 |
| HC Empor Rostock   | RK Metaloplastika | 24 - 29                   | 20 - 25                  | 44 - 54 |
| Vikingur Reykjavík | Wybrzeze Gdansk   | Reykjavík, 9 gennaio 1987 | Danzica, 19 gennaio 1987 | 42 - 48 |
| Vikingur Reykjavík | Wybrzeze Gdansk   | 25 - 25                   | 17 - 23                  | 42 - 48 |

### Semifinali
| Squadra 1         | Squadra 2       | Andata  | Ritorno | Totale  |
| ----------------- | --------------- | ------- | ------- | ------- |
| TUSEM Essen       | SKA Minsk       | Essen   | Minsk   | 47 - 48 |
| TUSEM Essen       | SKA Minsk       | 23 - 23 | 24 - 25 | 47 - 48 |
| RK Metaloplastika | Wybrzeze Gdansk | Šabac   | Danzica | 52 - 57 |
| RK Metaloplastika | Wybrzeze Gdansk | 26 - 33 | 26 - 24 | 52 - 57 |

### Finale
| Squadra 1 | Squadra 2       | Andata  | Ritorno | Totale  |
| --------- | --------------- | ------- | ------- | ------- |
| SKA Minsk | Wybrzeze Gdansk | Minsk   | Danzica | 62 - 49 |
| SKA Minsk | Wybrzeze Gdansk | 32 - 24 | 30 - 25 | 62 - 49 |

## Campioni
| Vincitore della Coppa dei Campioni 1986-1987 |
| -------------------------------------------- |
| SKA Minsk 1º titolo                          |